# Torkel Klingberg

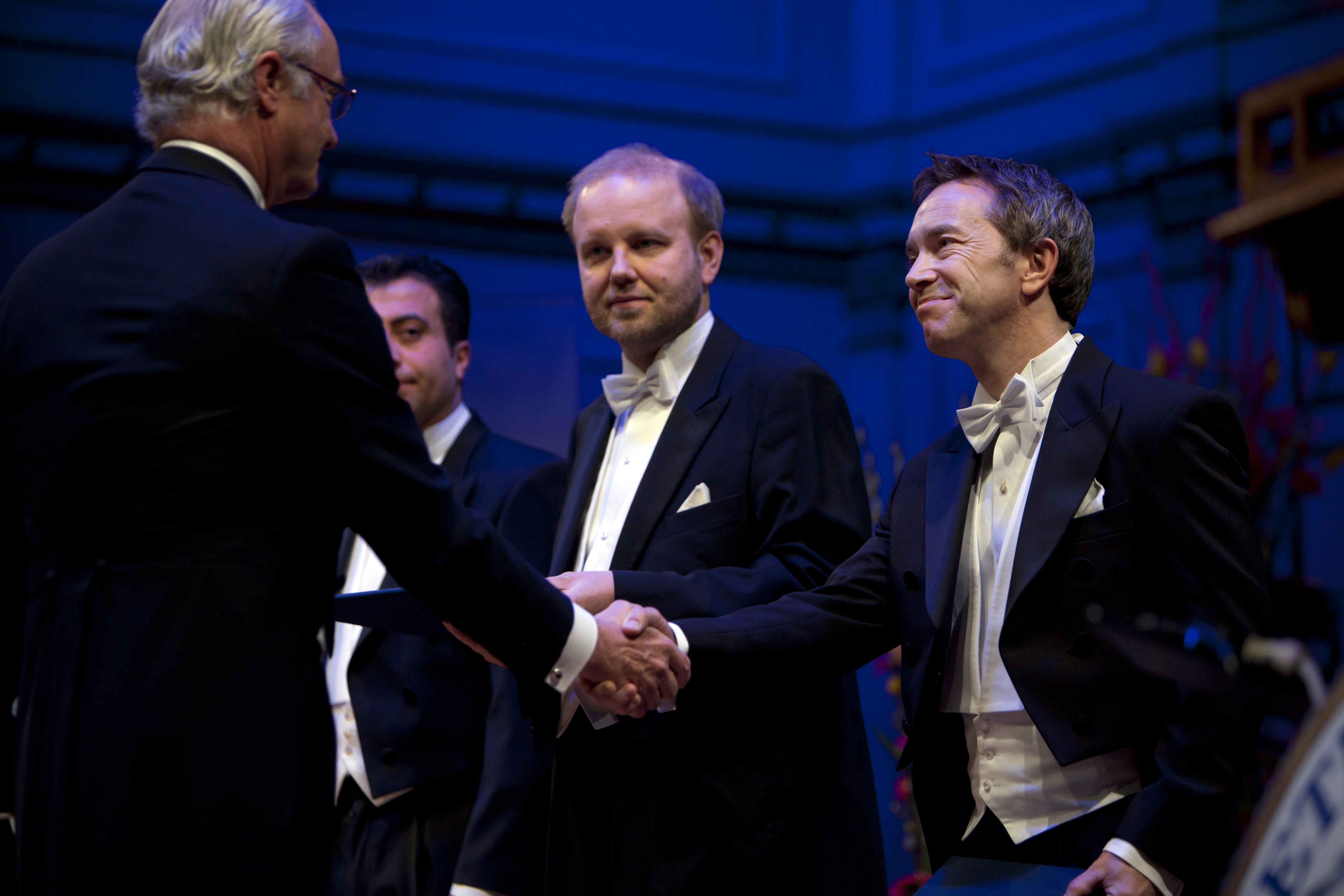
Torkel Klingberg får Göran Gustafsson pris i medicin

Torkel Klingberg född 1967 i Göteborg, är en svensk läkare och professor i kognitiv neurovetenskap vid Karolinska institutet.
Torkel Klingbergs forskning har uppmärksammats inom forskarvärlden och i internationell media, bland annat i Scientific American och New Scientist. Han har tagit emot utmärkelser från International Neuropsychological Association, utsetts till en av Framtidens Forskningsledare av Stiftelsen Strategisk Forskning och innehar en akademiforskartjänst vid Kungliga Vetenskapsakademien.  Han fick 2011 års Göran Gustafsson pris i medicin ”för sin uppmärksammade forskning kring neuronal plasticitet, som visar att träning kan påverka arbetsminnets kapacitet”. Han har tillsammans med olika programmerare utvecklat programvara för träning av strokepatienter och barn.
Han är också författare till tre böcker. Den första, "Den översvämmade hjärnan" (2007) har utgivits på sju språk. Den andra boken, "Den lärande hjärnan", kom ut 2011. 2016 gav han ut boken "Hjärna, gener och jävlar anamma".  